# Catocala lugduniensis
Catocala lugduniensis là một loài bướm đêm trong họ Erebidae.